# Homeomorfismo local
En topología, un homeomorfismo local es una aplicación de un espacio topológico en otro que respeta localmente la estructura topológica de los dos espacios.
De un modo más preciso, diremos que una aplicación continua f : X → Y es un homeomorfismo local si para cada punto x de X existe un abierto U, entorno de x, tal que f(U) sea un abierto de Y y f|U : U → f(U), la restricción de f a U sea un homeomorfismo.

## Algunos ejemplos
- Todo homeomorfismo es, por supuesto, un homeomorfismo local. El recíproco no es cierto, como muestra este ejemplo: f: R → S1,   f(x) = exp(2πix)  es un recubrimiento del círculo y homeomorfismo local, pero no homeomorfismo pues no es inyectivo.

- Si U es un abierto de Y equipado con la topología relativa, entonces la aplicación inclusión i : U → Y es un homeomorfismo local. La condición de ser abierto es esencial aquí, pues la aplicación inclusión de un subconjunto no abierto nunca constituye un homeomorfismo local.

- Sea f : S1 → S1 la aplicación que envuelve el círculo sobre sí mismo n veces, con n distinto de cero. Será un homeomorfismo local. Es más, será un homeomorfismo en los casos en que sea biyectiva (i.e. n = 1 o -1).

- En análisis complejo se demuestra que una función holomorfa f es un homeomorfismo local precisamente cuando la derivada f '(z) es no nula para todo z del dominio de f. Por ejemplo, la función

 f: C* → C*,   f(z) = zn 
 definida en el abierto C* = C \ {0} es un homeomorfismo local para todo n natural positivo.
- Toda aplicación recubridora es un homeomorfismo local. En cambio, un homeomorfismo local, aunque sea exhaustivo, puede no ser una aplicación recubridora.

## Propiedades
- Todo homeomorfismo local es una aplicación continua y abierta. Como consecuencia, un homeomorfismo local biyectivo será un homeomorfismo.

- La composición de dos homeomorfismos locales también lo es. Por lo tanto, la restricción de un homeomorfismo local a un abierto del dominio también lo es.

- Un homeomorfismo local preserva propiedades topológicas locales: 
  - X será localmente conexo si y solo si f(X) lo es.
  - X será localmente compacto si y solo si f(X) lo es.
  - X verificará el primer axioma de numerabilidad si y solo si f(X) lo hace.